# Драган Богданић
Драган Богданић (Теслић, СФРЈ, 5. јул 1965) српски је политичар и кардиолог. Садашњи је посланик у Представничком дому Парламентарне скупштине Босне и Херцеговине и функционер Савеза независних социјалдемократа (СНСД). Бивши је министар здравља и социјалне заштите Републике Српске.

## Биографија
Драган Богданић је рођен 5. јула 1965. године у Теслићу, СФРЈ. У родном граду је завршио основну и средњу медицинску школу. Медицински факултет и специјализацију из интерне медицине завршио је у Бањој Луци, а супспецијализацију из кардиологије у Београду.
Као љекар радио је у Дому здравља Теслић. У Здравствено-туристичком центру Бања Врућица радио је од 2003. године као помоћник директора за здравство, а од 2007. године као предсједник Управног одбора. Именован је 2010. године за генералног директора.
Новембра 2023. године искључен је из Савеза независних социјалдемократа.